# Alemitu Bekele (Leichtathletin, 1977)

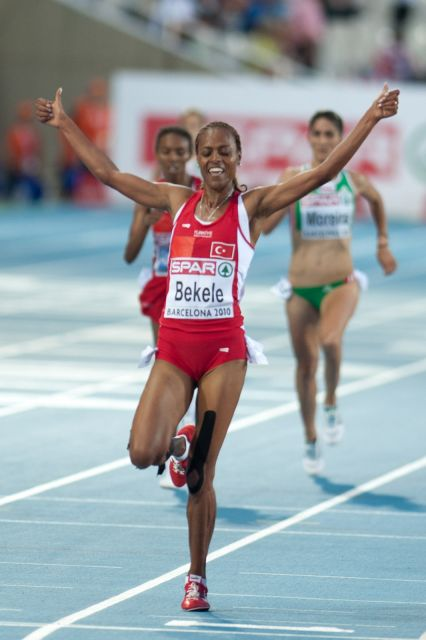
Alemitu Bekele beim Zieleinlauf über 5000 m bei den Leichtathletik-Europameisterschaften 2010

Alemitu Bekele Degfa (* 17. September 1977 in der Provinz Shewa) ist eine türkische Mittel- und Langstreckenläuferin äthiopischer Herkunft.

## Karriere
Bei den Crosslauf-Weltmeisterschaften belegte sie auf der Kurzstrecke 1998 in Marrakesch Platz 17 und 1999 in Belfast den sechsten Platz.
1999 übersiedelte sie in die Türkei. Dort erwarb sie durch Heirat die türkische Staatsbürgerschaft und nahm den Nachnamen Çolakoğlu an. 
Nach einer mehrjährigen Pause, in der sie Mutter geworden war, kehrte sie 2007 ins Wettkampfgeschehen zurück und qualifizierte sich für die Olympischen Spiele 2008 in Peking, bei denen sie über 5000 Meter auf dem siebten Platz einlief.
Im Jahr darauf siegte sie bei den Halleneuropameisterschaften in Turin über 3000 Meter. 

## Doping
Nachdem in ihrem Biologischen Pass Unregelmäßigkeiten festgestellt wurden, wurde sie 2013 wegen Dopings von der IAAF bis 2016 gesperrt. Alle Ergebnisse ab dem 17. August 2009 wurden annulliert. Dazu zählten ein 13. Platz über 5000 m bei den Weltmeisterschaften in Berlin, ein 2010 aufgestellter Halleneuroparekord über 5000 m, ein fünfter Platz über 3000 m bei den Hallenweltmeisterschaften 2010 in Doha, ein erster Platz bei den Europameisterschaften 2010 in Barcelona und ein zweiter Platz beim Leichtathletik-Continental-Cup 2010 in Split.

## Persönliche Bestzeiten
- 1500 m: 4:06,32 min, 29. Juni 2008, Istanbul
- 1 Meile: 4:33,46 min, 7. Juni 2008, Istanbul
- 3000 m: 8:55,51 min, 5. Juli 2007, Sofia
  - Halle: 8:46,50 min, 8. März 2009, Turin
- 5000 m: 15:05,85 min, 31. Mai 2008, Izmir

Die 2010 erzielten 5000-Meter-Zeiten von 14:52,20 min (Freiluft) und 14:46,44 min (Halle) wurden wegen Dopings gestrichen.